# Djibouti (thành phố)
Thành phố Djibouti (tiếng Ả Rập: مدينة جيبوتي, tiếng Pháp: Ville de Djibouti, tiếng Somalia: Magaalada Jabuuti, tiếng Afar: Magaala Gabuuti) là thủ đô và thành phố lớn nhất Djibouti, nằm bên vịnh Tadjoura.
Vùng đô thị Thành phố Djibouti có dân số khoảng 529.000 người, tức hơn 70% dân số đất nước. Thành phố được người thành lập như một điểm dân cư vào năm 1888, trên phần đất thuê từ các Sultan người Somali và Afar. Thời thuộc địa, nó đóng vai trò thủ phủ của Somaliland thuộc Pháp và Lãnh thổ người Afar và Issa thuộc Pháp.

## Lịch sử
Cuộc chiếm đóng của người Anh 1942–1943

 Lãnh thổ người Afar và Issa thuộc Pháp 1967–1977

Từ năm 1862 đến 1894, vùng đất cạnh vịnh Tadjoura mang tên "Obock". Nó được cai trị bởi các Sultan người Somali và Afar, những người mà Pháp đã ký nhiều hiệp ước trong thời gian từ 1883 đến 1887 để có chỗ đứng trong vùng.

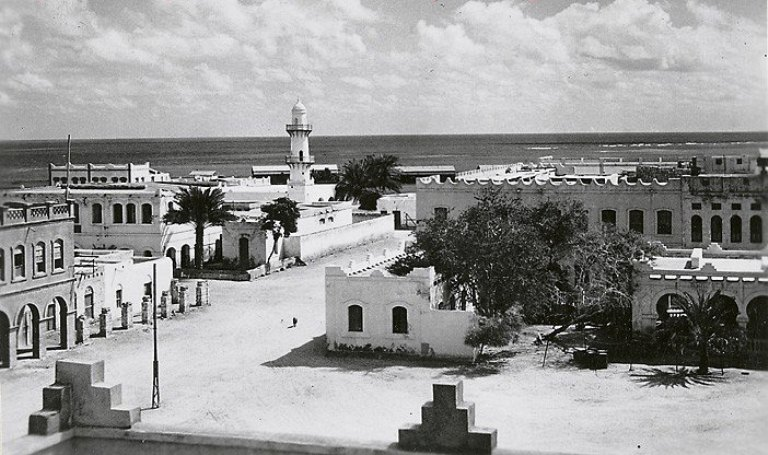
Nhà thờ Hồi giáo Al Sada vào thập niên 1940.

Người Pháp sau đó lập ra Thành phố Djibouti năm 1888, trên một dãi đất trước đó vắng người. Năm 1896, nó trở thành thủ phủ của Somaliland thuộc Pháp. Thành phố phát triển đáng kể sau khi tuyến đường sắt Ethiopia-Djibouti được xây dựng. Lúc đó, với dân số 15.000 người, thành phố đông dân hơn mọi thành phố lân cận ở Ethiopia trừ Harar. Djibouti trở thành điểm đến cho hàng xuất khẩu từ nam Ethiopia và Ogaden, như cà phê Harar và khat.
Từ khi Djibouti giành được độc lập năm 1977, thành phố đã đóng vai trò trung tâm hành chính và thương mại của đất nước.

## Khí hậu
| Dữ liệu khí hậu của Djibouti                                                                | Dữ liệu khí hậu của Djibouti | Dữ liệu khí hậu của Djibouti | Dữ liệu khí hậu của Djibouti | Dữ liệu khí hậu của Djibouti | Dữ liệu khí hậu của Djibouti | Dữ liệu khí hậu của Djibouti | Dữ liệu khí hậu của Djibouti | Dữ liệu khí hậu của Djibouti | Dữ liệu khí hậu của Djibouti | Dữ liệu khí hậu của Djibouti | Dữ liệu khí hậu của Djibouti | Dữ liệu khí hậu của Djibouti | Dữ liệu khí hậu của Djibouti |
| Tháng                                                                                       | 1                            | 2                            | 3                            | 4                            | 5                            | 6                            | 7                            | 8                            | 9                            | 10                           | 11                           | 12                           | Năm                          |
| ------------------------------------------------------------------------------------------- | ---------------------------- | ---------------------------- | ---------------------------- | ---------------------------- | ---------------------------- | ---------------------------- | ---------------------------- | ---------------------------- | ---------------------------- | ---------------------------- | ---------------------------- | ---------------------------- | ---------------------------- |
| Cao kỉ lục °C (°F)                                                                          | 32.1 (89.8)                  | 32.6 (90.7)                  | 36.1 (97.0)                  | 36.4 (97.5)                  | 44.5 (112.1)                 | 45.9 (114.6)                 | 45.9 (114.6)                 | 45.8 (114.4)                 | 43.6 (110.5)                 | 38.3 (100.9)                 | 34.8 (94.6)                  | 32.6 (90.7)                  | 45.9 (114.6)                 |
| Trung bình ngày tối đa °C (°F)                                                              | 28.7 (83.7)                  | 29.0 (84.2)                  | 30.2 (86.4)                  | 32.0 (89.6)                  | 34.9 (94.8)                  | 39.0 (102.2)                 | 41.7 (107.1)                 | 41.2 (106.2)                 | 37.2 (99.0)                  | 33.1 (91.6)                  | 30.8 (87.4)                  | 29.3 (84.7)                  | 33.9 (93.0)                  |
| Trung bình ngày °C (°F)                                                                     | 25.1 (77.2)                  | 25.7 (78.3)                  | 27.0 (80.6)                  | 28.7 (83.7)                  | 31.0 (87.8)                  | 34.2 (93.6)                  | 36.4 (97.5)                  | 36.0 (96.8)                  | 33.1 (91.6)                  | 29.3 (84.7)                  | 26.9 (80.4)                  | 25.4 (77.7)                  | 29.9 (85.8)                  |
| Tối thiểu trung bình ngày °C (°F)                                                           | 21.5 (70.7)                  | 22.5 (72.5)                  | 23.8 (74.8)                  | 25.4 (77.7)                  | 27.0 (80.6)                  | 29.3 (84.7)                  | 31.1 (88.0)                  | 30.6 (87.1)                  | 28.9 (84.0)                  | 25.6 (78.1)                  | 23.1 (73.6)                  | 21.6 (70.9)                  | 25.9 (78.6)                  |
| Thấp kỉ lục °C (°F)                                                                         | 16.0 (60.8)                  | 16.2 (61.2)                  | 17.0 (62.6)                  | 18.5 (65.3)                  | 19.8 (67.6)                  | 24.0 (75.2)                  | 23.3 (73.9)                  | 24.1 (75.4)                  | 23.1 (73.6)                  | 17.2 (63.0)                  | 17.8 (64.0)                  | 16.8 (62.2)                  | 16.0 (60.8)                  |
| Lượng mưa trung bình mm (inches)                                                            | 10.0 (0.39)                  | 18.8 (0.74)                  | 20.3 (0.80)                  | 28.9 (1.14)                  | 16.7 (0.66)                  | 0.1 (0.00)                   | 6.2 (0.24)                   | 5.6 (0.22)                   | 3.1 (0.12)                   | 20.2 (0.80)                  | 22.4 (0.88)                  | 11.2 (0.44)                  | 163.5 (6.44)                 |
| Số ngày mưa trung bình (≥ 1.0 mm)                                                           | 2                            | 3                            | 1                            | 2                            | 1                            | 0                            | 1                            | 1                            | 0                            | 2                            | 2                            | 1                            | 15                           |
| Độ ẩm tương đối trung bình (%)                                                              | 74                           | 73                           | 73                           | 75                           | 70                           | 57                           | 43                           | 46                           | 60                           | 67                           | 71                           | 71                           | 65                           |
| Số giờ nắng trung bình tháng                                                                | 243.9                        | 218.7                        | 262.4                        | 274.0                        | 314.7                        | 283.5                        | 259.0                        | 276.8                        | 278.7                        | 296.7                        | 285.8                        | 271.6                        | 3.265,8                      |
| Nguồn 1: Đài thiên văn Hồng Kông (nhiệt độ và lượng mưa), NOAA (đo nắng và nhiệt độ kỷ lục) |                              |                              |                              |                              |                              |                              |                              |                              |                              |                              |                              |                              |                              |
| Nguồn 2: Deutscher Wetterdienst (những ngày mưa 1968–1986, độ ẩm 1953–1970)                 |                              |                              |                              |                              |                              |                              |                              |                              |                              |                              |                              |                              |                              |

## Thành phố kết nghĩa
| Quốc gia   | Thành phố             |
| Hoa Kỳ     | Saint Paul, Minnesota |
| Thổ Nhĩ Kỳ | Ankara                |
| Ethiopia   | Addis Ababa           |